# Сан Касиано
Сан Касиа̀но (на италиански: San Cassiano) е село и община в Южна Италия, провинция Лече, регион Пулия. Разположено е на 39 m надморска височина. Населението на общината е 2110 души (към 2012 г.).
До 1975 г. селото е част от община Ночиля.